# François Beauvy

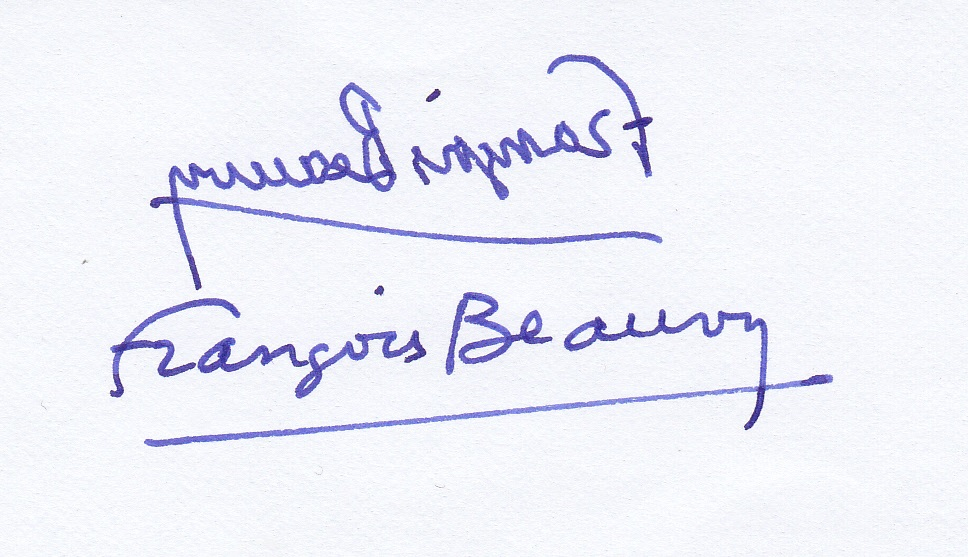
Signatures de la main gauche et
de la main droite

François Beauvy, né le vendredi 16 juin 1944 à 12 heures à Sarcus (Oise), est un écrivain français, docteur en langue et littérature françaises de l'université Paris-Nanterre, spécialiste du poète, romancier, dramaturge, critique littéraire et traducteur français Philéas Lebesgue. 
Défenseur de la langue française et des langues régionales, peintre de paysages et de monuments, naturaliste de terrain, militant de la protection de la nature dès l'âge de 14 ans (1958), il est l'auteur de romans, nouvelles, contes, récits, essais. Aussi lexicographe, il a publié un dictionnaire bilingue illustré, encyclopédie à la fois linguistique et ethnographique dont le linguiste René Debrie, son préfacier, écrit qu'il "apporte à la dialectologie picarde une contribution d'une exceptionnelle valeur."

## Biographie

### Les origines
François Beauvy est issu d'une famille de paysans bretons de Saint-Julien, Plaintel et Plaine-Haute, arrondissement de Saint-Brieuc (Côtes d'Armor) du côté paternel, et de paysans picards - comptant des enseignants à partir de 1878 - de Sarcus, Elencourt et Fouilloy, arrondissement de Beauvais (Oise) du côté maternel. Jeune fille, sa mère, Léone Vasseur (1910-2014), est brodeuse. Mezzo-soprano, elle chante des cantiques en latin et appartient à une compagnie de théâtre et d'opéra de son village. 

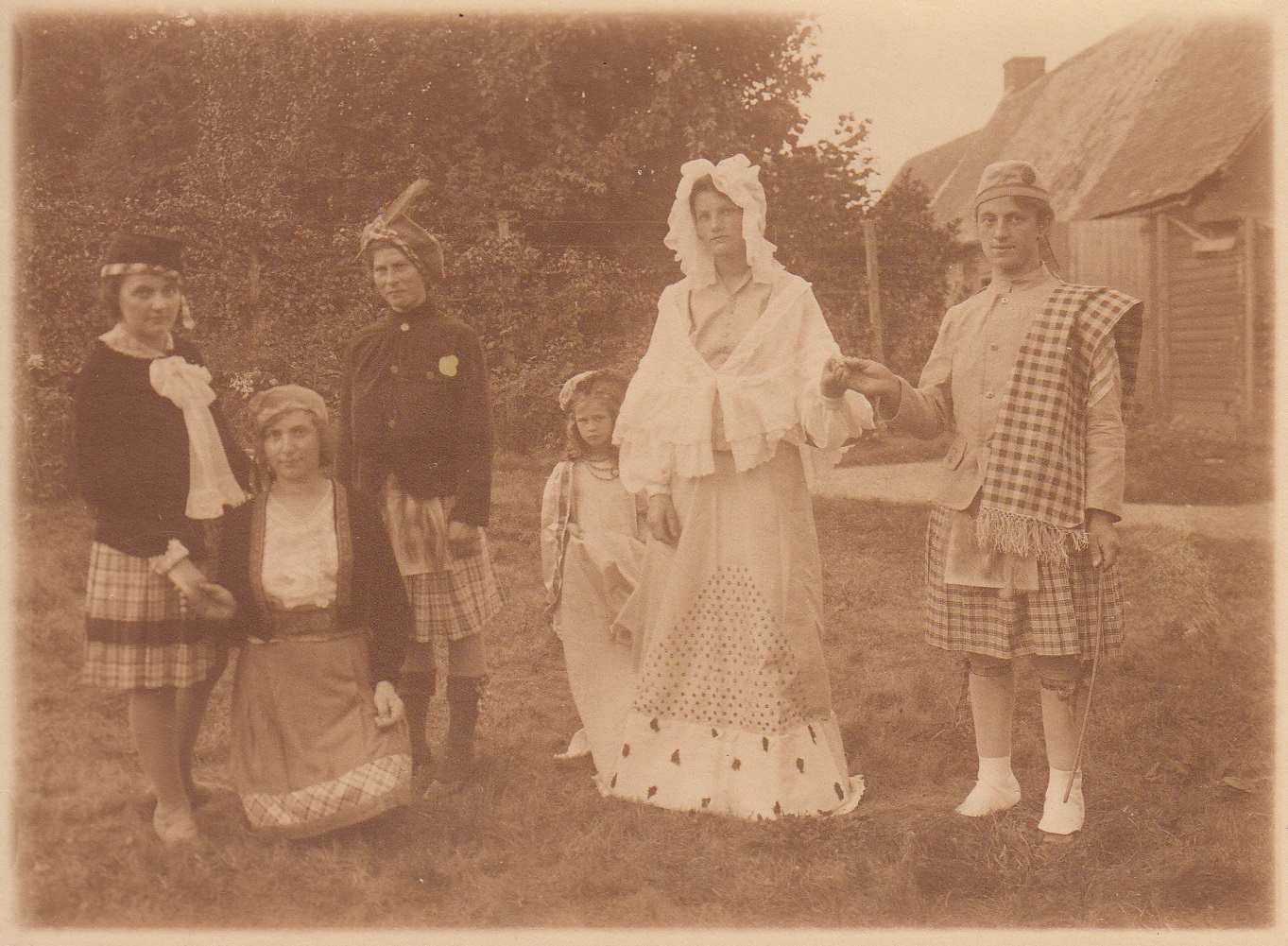
La Dame blanche, opéra-comique de Boieldieu est chanté par Léone Vasseur à Sarcus (Oise) le 15 septembre 1929

En 1930, année de leur mariage, ses parents s'installent à Beauvais où son père, Pierre Beauvy (1905-1975) est brigadier de police. En raison des bombardements alliés sur Beauvais en juin 1944, François Beauvy naît en lieu sûr chez ses grands-parents maternels, cultivateurs à Sarcus. Baptisé à Sarcus le 10 août 1944 par l'abbé Allais, érudit apparenté à l'écrivain Alphonse Allais, il est ensuite acheminé en deux jours à Beauvais par la route (35 km) dans un landau poussé par sa mère, en dépit des dangers. Il est le 6e enfant d'une famille qui en comptait sept. Dès l'âge de 4 ans, il feuillette le Petit Larousse illustré où il découvre les portraits des écrivains et artistes célèbres, ainsi qu'un ouvrage de photographies de la faune des champs et des bois que lui montre l'une de ses sœurs aînées.  Vers 1952, sa grand-mère lui fait lire une carte postale adressée à sa famille, signée Maupassant. Ces quelques lignes marquent l'enfant. En 1985, il naît officiellement écrivain. Son nom apparaît cette année-là à la rubrique « Littérature de Picardie » dans le Dictionnaire des littératures française et étrangères édité par Larousse, ainsi que dans La Forêt invisible, au nord de la littérature française, le picard. François Beauvy commence son 1er roman à 23 ans, en 1967. Maurice Genevoix lit son manuscrit Le Refus d'Autrèche et lui écrit, le 5 janvier 1972 : « Plus qu'un roman, votre livre est une sorte de fable, un conte rousseauiste. J'ai été pour ma part très sensible à la morale de cette fable où vous dénoncez [...] les travers et les abus d'une société déshumanisée. Votre appel pour un retour à la nature et à une vie sans artifices est à mes yeux tout à fait justifié [...]. Indiscutablement, vous êtes servi par une sensibilité qu'on sent avivée et un regard critique qui souvent fait mouche ». L'académicien l'encourage à continuer : « Vous en avez, je crois, les moyens ».

#### Vocation littéraire et formation
1. François Beauvy est initié aux bons auteurs par son frère aîné dès l'âge de 8 ou 9 ans et commence à écrire un récit sur l'aviation[10], puis un petit journal[11]. Plus tard, après le collège, il complète sa culture à la bibliothèque municipale de Beauvais. Lecteur assidu, il lit entre autres, La Bruyère, Voltaire, Rousseau, Alphonse de Lamartine, Victor Hugo, Paul Verlaine, Zola, Flaubert, Maupassant, Stendhal, Marcel Proust, Tolstoï, Dostoïevski, Platon[12]. Jeune homme proche de la nature, il se sent conforté en lisant Louis Pergaud, Albert Schweitzer[13], Gaston Bachelard, Henri Bosco et Jean Rostand. Ce dernier, auquel il écrit, lui répond de Ville-d'Avray, le 12 octobre 1971 : « J'ai été extrêmement sensible aux termes, simples et directs, de votre lettre. C'est là, pour moi, un précieux témoignage, et comme on aimerait en recevoir beaucoup ». D'autres écrivains le marquent : Charles Dickens, Thomas Hardy, Mme de Sévigné[14], Mme de La Fayette, George Sand, George Orwell, Marcel Aymé, Steinbeck, Stephan Zweig, Louis-Ferdinand Céline, Simone de Beauvoir, Georges Perec et deux romanciers de sa génération : Annie Ernaux et Jean Échenoz.

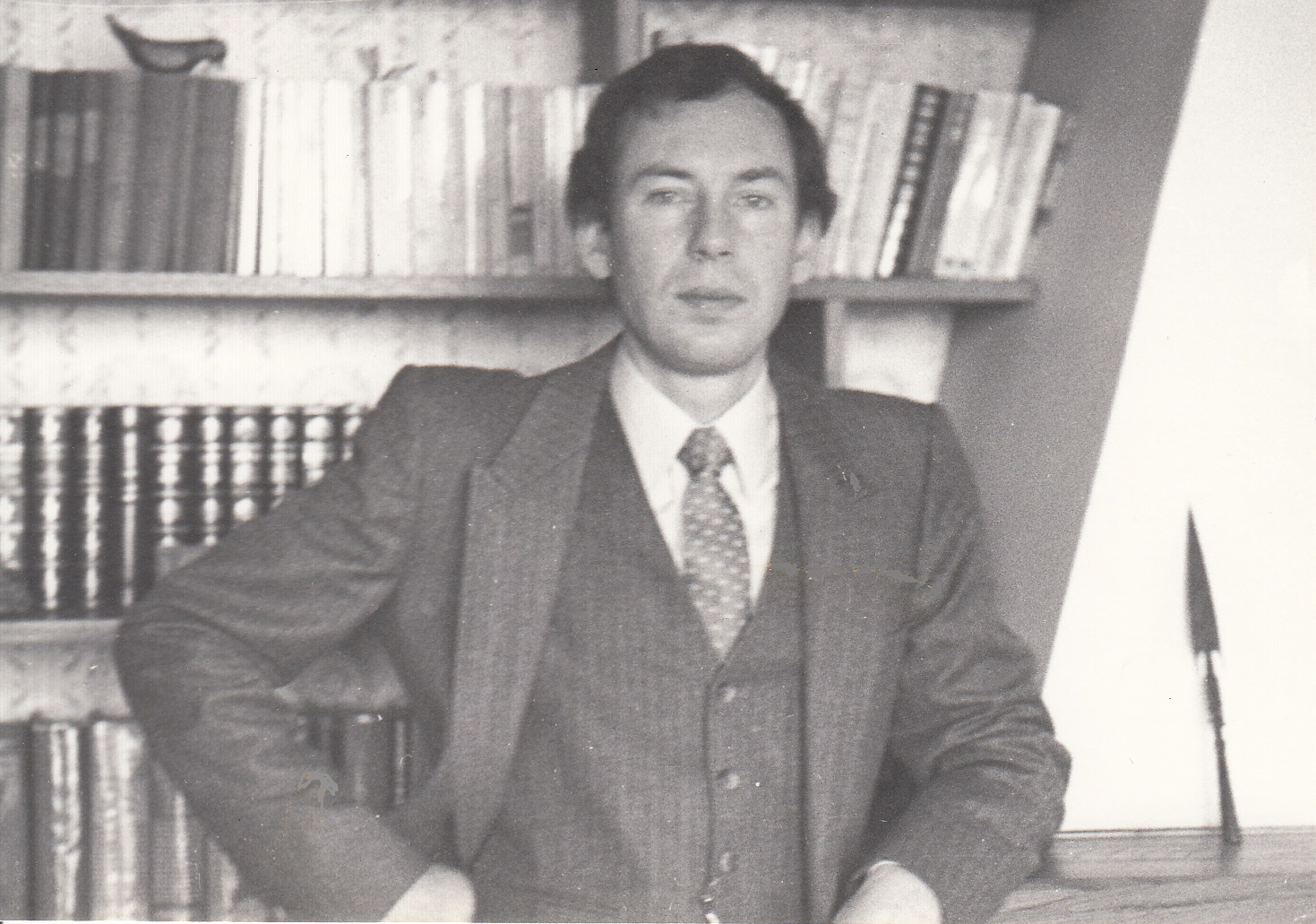
François Beauvy dans sa bibliothèque
le 1er janvier 1982 (37 ans)

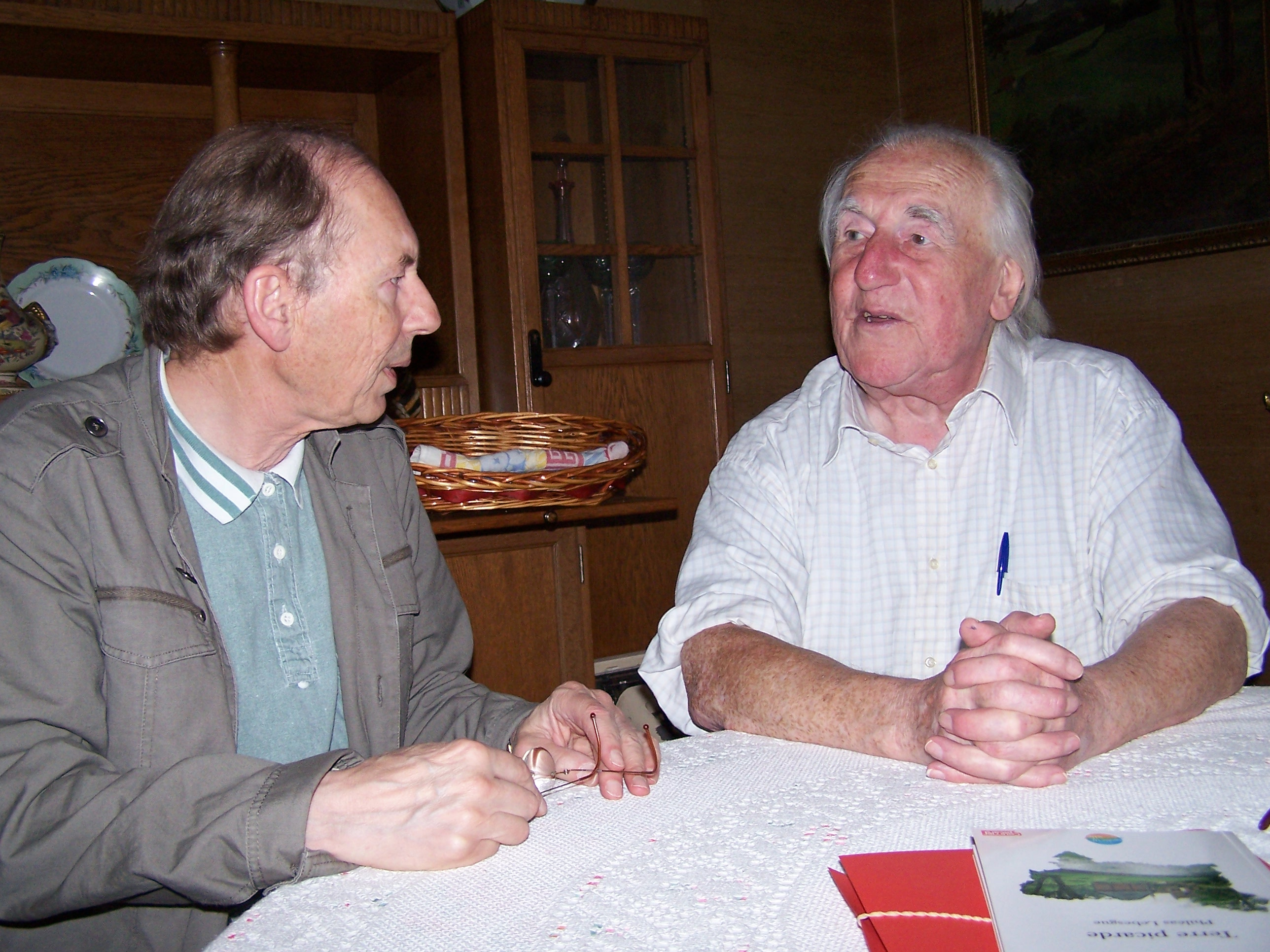
François Beauvy et Pierre Garnier (à droite)
le 18 juillet 2008 à Saisseval (Somme)

De 16 à 19 ans, François Beauvy exerce les métiers les plus divers : « employé aux écritures » à la Sécurité sociale, employé de la Poste, de commerce, de mairie (lecture du courrier à l'arrivée et enregistrement), cheminot aiguilleur, aide-géomètre des Ponts et Chaussées (arpentage et plans). Attiré par la peinture, il peint ses premiers paysages (Le viaduc, L'église) en 1958-1959 à Néris-les-Bains (Allier) puis aux environs de Beauvais. En 1959-1960, il suit les cours du peintre  Roger Bréval, l'un des fondateurs de l'école des beaux-arts du Caire expulsé d'Egypte et venu habiter en Beauvaisis, fréquente des peintres, entre autres Pierre Bokkelandt à Beauvais, rencontre en 1991 à Gerberoy  l'affichiste et décorateur de théâtres Jean-Denis Malclès . Il observe la nature, s'inscrit à des cours d'écologie forestière (sylvopastoralisme) en 1961. Il réussit un concours  d'agent technique des Eaux et Forêts et sera chargé du fonds forestier national dans l'Oise (reboisements privés, 1969-1971). Passionné de chevaux et d'attelages, il obtient son brevet d'aptitude équestre du 1er degré (1969). À ces expériences multiples et formatrices, s'ajoutent l'École de musique de Beauvais (1954-1956), le scoutisme (scout de France, totem de l'ours, spécialité "orienteur", 1958-1963), le service militaire (01. 09. 1963 - 31. 12. 1964). Incorporé au centre de formation du 4e régiment d'infanterie de marine de Toulon, il y effectue ses classes jusqu'en octobre 1963. Placé en stage à Fréjus, il obtient un certificat d'aptitude à l'emploi de secrétaire dactylographe des troupes de marine le 28 novembre 1963. Il est envoyé en mission militaire française au Congo-Brazzaville ) du 16 janvier au 14 novembre 1964. Outre le maniement d'armes, il est chargé de rédiger la correspondance administrative des Africains de son bataillon à Brazzaville. Chaque quinzaine, il est garde du corps accompagnateur de l'adjudant comptable transportant la solde de la compagnie. Distinction : nommé 1ère classe le 16 septembre 1964. Il est momentanément répétiteur bénévole, en dehors de son service, pour un sergent tchadien qui désire se perfectionner en français.

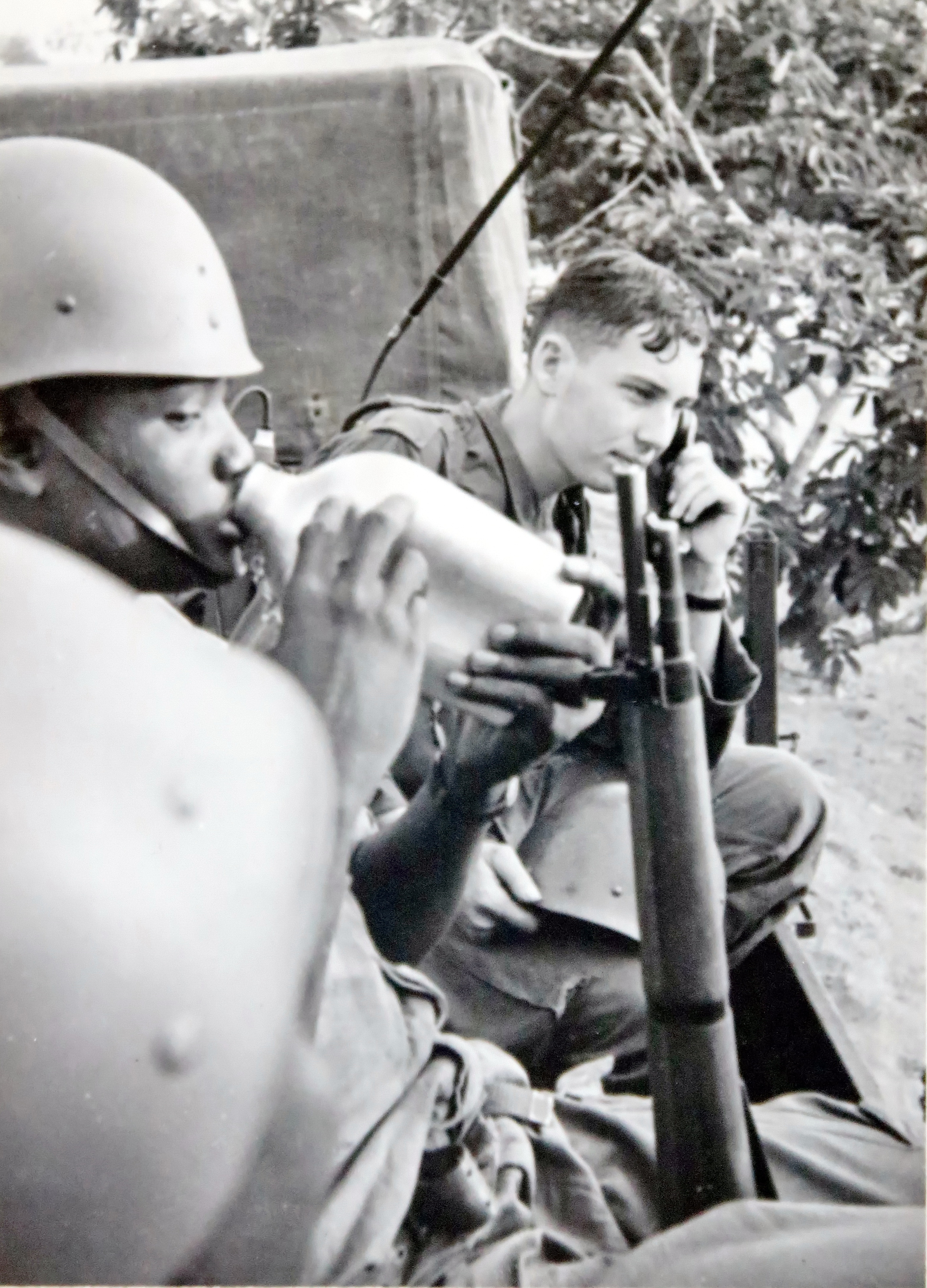
François Beauvy, radio, en mission militaire française en République du Congo (environs de Brazzaville, 6 juin 1964)

À son retour du Congo, il sollicite auprès du Muséum national d'histoire naturelle un emploi d'aide au service de chercheurs en mission en Afrique. Sa candidature n'est pas retenue. En 1965, il entre par concours à la préfecture de l'Oise où il travaillera pendant 36 ans. Parallèlement, il écrit ses ouvrages. Il fait la connaissance du professeur René Debrie en 1971. Sur ses conseils, il mène des enquêtes de linguistique et d'ethnologie picardes dans l'Oise (1971-1990). En outre, il étudie les runes, alphabet nordique disparu d'origine proto-germanique, dit futhark (ᚠᚢᛏᚺᚫᚱᚲ), la toponymie et l'anthroponymie de France . Il pratique l'écriture spéculaire dite "en miroir" de la main gauche comme l'utilisait Léonard de Vinci et l'écriture normale de la main droite. Responsable de différentes bibliothèques, comme l'était en son temps Joris-Karl Huysmans au ministère de l'Intérieur, il publie en feuilleton son roman Le Refus d'Autrèche dans l'hebdomadaire Le Bonhomme picard (1973). Il y montre certains travers de la vie administrative et citadine qu'il oppose à une vie à la campagne. Dans ses livres - romans, nouvelles ou essais - apparaît de façon constante son souci de protection de la nature. Inspiré par l'œuvre de Maupassant, commis au ministère de la Marine puis à celui de l'Instruction publique et écrivant sa relation de voyage Sur l'eau (1888), c'est en « spectateur critique » qu'il connaît la vie de bureau. Il publie 7 ouvrages de 1974 à 1990, correspond avec plusieurs écrivains, Jean Rostand (1971), Maurice Genevoix (1972), Hervé Bazin (1977), Henri Troyat (1991), Jean Dutourd (1997-2009), Pierre Garnier (2005-2010), Claude Seignolle (2004-2013) et le linguiste René Debrie (1972-1986).
François Beauvy, esprit curieux et indépendant, dirige son existence selon ses aspirations les plus profondes (littérature, nature, art), suivant le concept de "formation tout au long de la vie" énoncé par Gaston Bachelard, l'un de ses philosophes préférés. Rédacteur de préfecture par concours (1976), secrétaire administratif responsable du centre de documentation (1987-2002), guide conférencier de la préfecture de l'Oise, ancienne abbaye classée monument historique, il s'inscrit à la faculté des lettres d'Amiens (1992-1994), suit les cours en régime normal (lettres modernes) et obtient son Diplôme d'études approfondies (DEA) de littérature française et comparée. Son mémoire s'intitule "Le paysage dans l'œuvre poétique de Philéas Lebesgue", « mention bien » (1994). En 1997, sans quitter son emploi (il écrit notamment des discours de sous-préfets), il prépare son doctorat sous la direction de Mme Colette Becker, professeure émérite des Universités, spécialiste de l'œuvre d'Émile Zola et du XIXe siècle. Le 1er mars 2003, il soutient sa thèse " Philéas Lebesgue et ses correspondants en France et dans le monde de 1890 à 1958 ", à l'université Paris-Nanterre et obtient le diplôme de docteur en langue et littérature françaises, avec « mention très honorable et félicitations du jury à l'unanimité ».  Il participe à la formation des étudiantes et étudiants en langue et littérature picardes de l'université de Picardie (2024).

## Décorations
- Officier de l'ordre des Palmes académiques. Chevalier des Palmes académiques par décret du 28 février 1984 et promu officier par décret du 22 mars 1991.

## Prix littéraires pour le picard

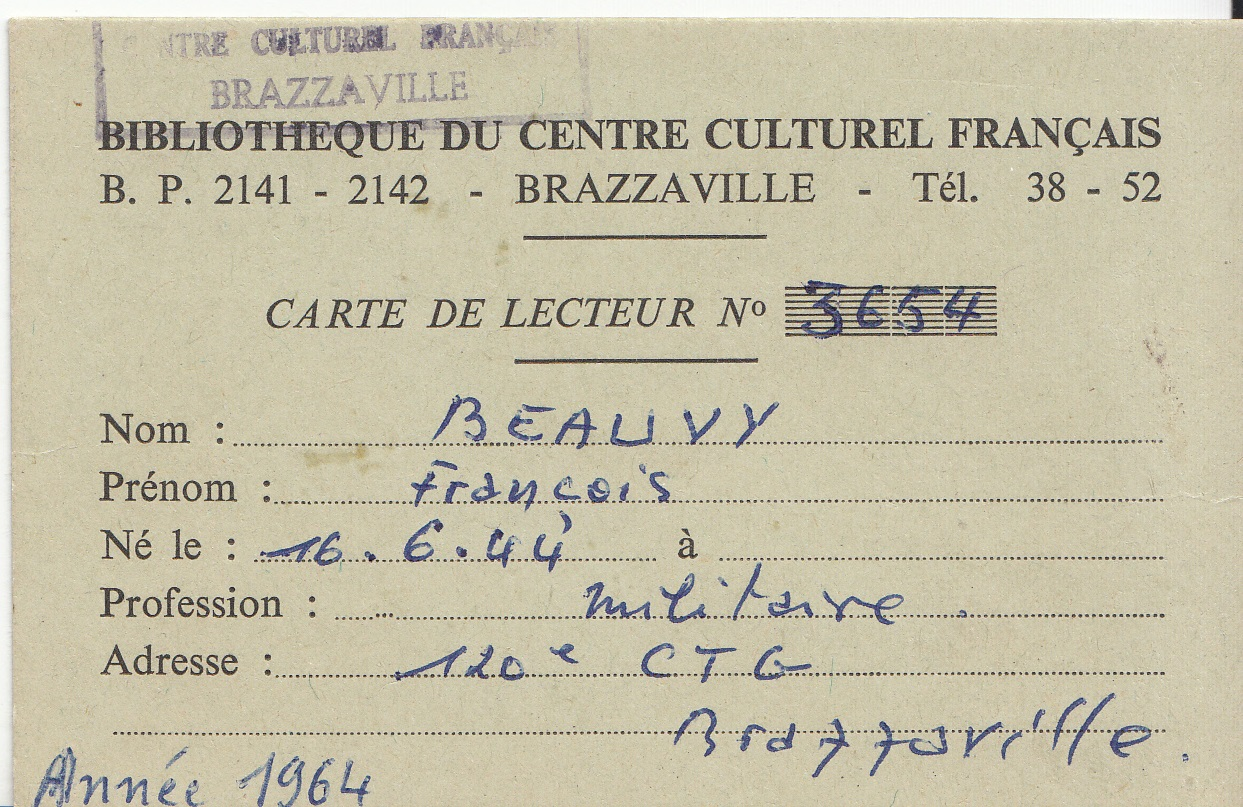
François Beauvy, carte de lecteur, Brazzaville, 1964.

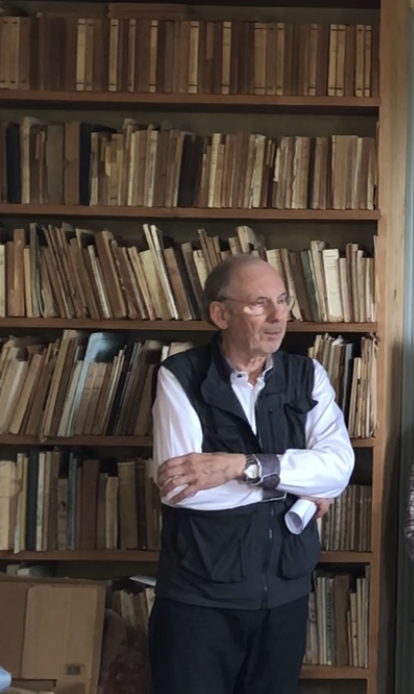
François Beauvy guide une visite et lit des poèmes chez Philéas Lebesgue (La Neuville-Vault, Picardie, 13 octobre 2018).

- Premier prix Édouard-David (catégorie « prose ») décerné à Amiens par Éklitra. Trois fois lauréat : en 1974 pour El danme blanke (La Dame blanche), en 1976 pour Meudi krapeu (Maudit crapaud) et en 1979 pour Orzin (Étranger). Principaux membres du jury : René Debrie et Pierre Garnier.
- Deux citations aux concours de nouvelles en picard décernées par l'Union Tertous, la Société académique de Saint-Quentin et Tertous Gadrus d'Etreillers, en mai 1997 pour El vaque boboque (La vache folle) et en mai 1999 pour Ch'VTT, un nouvieu vélo.
- Prix du Beauvaisien de l'année 1992 pour son Dictionnaire picard des parlers et traditions du Beauvaisis, décerné par la Jeune Chambre économique de Beauvais et l'Office de tourisme « à une personne physique ou morale ayant contribué à la promotion de Beauvais et du Beauvaisis », remis par le maire de Beauvais[18].

## Vie associative
- Lecteur de la bibliothèque du Centre culturel français à Brazzaville et l'un des correspondants chargés du choix des films documentaires pour sa compagnie en République du Congo (service militaire, année 1964).
- Vice-président d'Éklitra - Tradition picarde (1981-1992), association littéraire, ethnolinguistique et historique à laquelle il adhère en 1972.
- Membre de la Société des écrivains bretons (1982-1996). Sonneur de vielle bretonne, apprentissage avec Victor Gautier, répertoire traditionnel de Plaintel (Côtes d'Armor).
- Membre de la Société nationale de protection de la nature (1962-1981).
- François Beauvy s'intéresse aux oiseaux dès l'enfance. Jeune ornithologue, il rencontre le zoologiste Pierre Pfeffer à Saint-Paul-de-Vence (1981) et adhère depuis cette date au WWF France (Fonds mondial pour la Nature) dont P. Pfeffer, cofondateur, est président de 1976 à 1983.
- Vice-président de l'Association de défense de l'environnement des Hauts-de-Bray (Oise), François Beauvy, selon le Courrier de l'Oise du 27 novembre 1989, est « l'un des plus ardents défenseurs » d'une forêt de 1 500 ha qu'un projet de route nationale à quatre voies (déviation de Beauvais par le nord) devait couper en deux parties. Il publie dans la presse locale des articles argumentés contre ce projet dévastateur de biodiversité, donne des conférences et organise des visites guidées dans le massif dont il connaît les arbres, la faune et l'histoire, accompagné à  chaque fois de 50 à 100 personnes, du propriétaire et d'élus : maires, conseillers généraux  et députés qui l'approuvent, lui et l'association créée à cette occasion (1982-1993). Le projet nord est abandonné après 1994, remplacé par un autre, plus court, au sud de Beauvais. Plusieurs années après ses interventions, la forêt du Haut-Bray est intégrée au réseau Natura 2 000.
- Président de la Société des amis de Philéas Lebesgue (1997), association littéraire à laquelle il adhère dès 1965, il  est rédacteur et directeur du Bulletin des amis de Philéas Lebesgue  (ISSN 1965-1767) jusqu'en 2020. Il y publie des œuvres méconnues ou inédites de Philéas Lebesgue (1869-1958). À partir de 2021, François Beauvy dirige plus particulièrement son action vers la protection officielle de la maison et du patrimoine littéraire.
- Lors de la publication de son Dictionnaire picard des parlers et traditions du Beauvaisis (1990), et du Paysage dans l'œuvre poétique de Philéas Lebesgue (1995), François Beauvy verse une partie de ses droits d'auteur à l'association AFDI Picardie (Agriculteurs français et développement international) pour aider les agriculteurs africains du Burkina Faso.
- Donne des cours de littérature picarde pour l'association « Voisinlieu pour tous », Centre socio-culturel Georges-Desmarquest à Beauvais (2008-2012).
- Membre de la Société académique de l'Oise (depuis 2012).
- Membre du jury du prix de la littérature en picard de l'Agence pour le picard (2013, Saint-Quentin[19]) (2015, Amiens).
- Membre de l'association « Sauvegarde du patrimoine des forêts du Compiégnois » (depuis 2008).
- Membre de Welfarm, protection mondiale des animaux de ferme (depuis 2016).
- Rédacteur au magazine Le Petit Beauvaisien, bénévolat (depuis 2017).
- Intervenant oral picard de l'Atlas sonore des langues régionales de France, pour Sarcus, Oise, Picardie (2022).
- Membre de l'Association Francis Hallé pour la forêt primaire, dont le but est "de laisser se reconstituer une forêt primaire en Europe de l'Ouest" (2022).

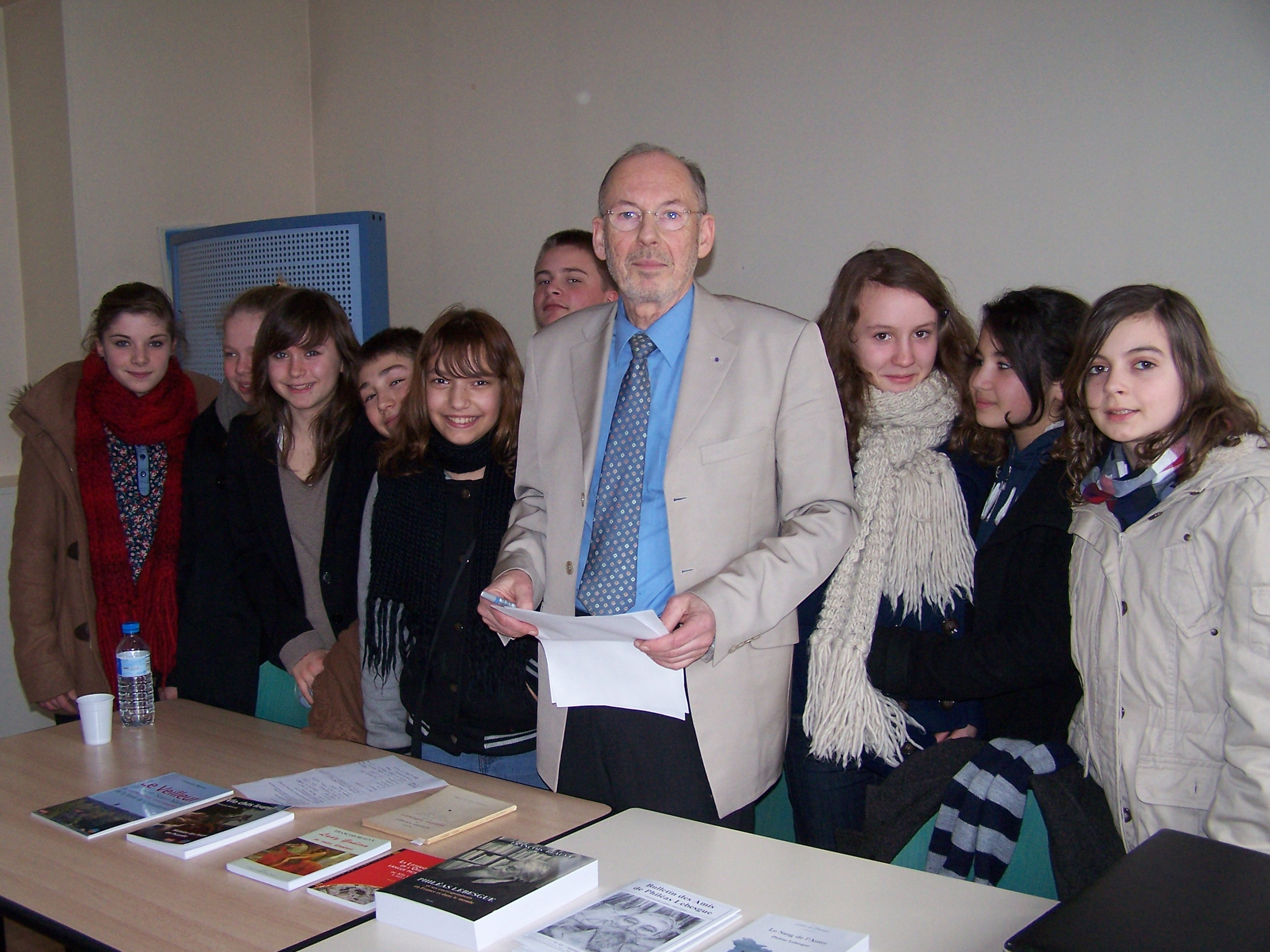
François Beauvy à l'issue d'une conférence littéraire donnée le 14 février 2012 à des élèves du collège Condorcet de Bresles (Oise)

### Livres
- Le Refus d'Autrèche, roman, annotation de Maurice Genevoix, préface de René Debrie, Grandvilliers et Amiens, éd. du Bonhomme picard, coll. Éklitra, 2 éditions: 1973, 1974, 79 p.
- Lexique picard de Sarcus, préface de René Debrie, Grandvilliers et Amiens, éd. du Bonhomme picard, coll. Éklitra, 2 éditions, 1980, 1981, 64 p.
- La Collégienne, roman, Grandvilliers et Amiens, éd. du Bonhomme picard, coll. Éklitra, 2 éditions, 1981, 1982, 70 p., 3e édition dans « L'Observateur de Beauvais », 2004-2005.
- (pcd) Pékavi, nouvelles en picard du Beauvaisis, bilingue picard/français, Grandvilliers et Amiens, éd. du Bonhomme picard, coll. Éklitra, 1985, 125 p.
- (pcd) Poèmes et contes brayons de Philéas Lebesgue, préface, présentation, traduction, Beauvais et Amiens, Centre départemental de documentation pédagogique de l'Oise, coll. Éklitra, 1986, 85 p.  (ISBN 2-85706-002-5).
- L'arrondissement de Beauvais - Histoire, géographie, environnement, Beauvais, Préfecture de l'Oise, 1985, 73 p.
- Dictionnaire picard des parlers et traditions du Beauvaisis, préface de René Debrie, Beauvais et Amiens, imp. Mutualité agricole de l'Oise, coll. Éklitra, 1990, 359 p., illustré par l'auteur, « Prix du Beauvaisien de l'année 1992 ». Dans sa préface, René Debrie précise : "François Beauvy [...] capte le vocabulaire traditionnel dans une réalité vivante et sans négliger les aspects folkloriques, suivant en cela l'exemple des Atlas linguistiques régionaux qui se veulent aussi ethnographiques".  (ISBN 2-85706-020-3).
- Le paysage dans l'œuvre poétique de Philéas Lebesgue, mémoire de DEA de littérature française et comparée, Université de Picardie-Jules Verne, 1994. Publié en 1995, La Neuville-Vault, Société des Amis de Philéas Lebesgue, 150 p.  (ISBN 2-909030-00-8).
- Philéas Lebesgue et ses correspondants en France et dans le monde de 1890 à 1958, thèse de doctorat de langue et littérature françaises, Université de Paris X - Nanterre, 2003, publiée en 2004 avec le concours du Conseil général de l'Oise, préface de Colette Becker, Beauvais, Awen, 2004, 674 p. et 16 p. hors texte de photographies.  (ISBN 2-909030-01-6).
- La Littérature de l'Oise en langue picarde, essai littéraire, Amiens, Office culturel régional picard et éd. Encrage, 2005, 121 p.  (ISBN 9 782917 812006). Présentation de l'éditeur : « De Hélinand de Froidmont et Philippe de Rémi Sire de Beaumanoir, à Honoré Lescot, Philéas Lebesgue, Adolphe Decarrière et quelques autres, l'œuvre des écrivains picardisants de l'Oise nous est présentée dans toute son originalité ». Nota bene : on y trouve aussi un développement sur l'œuvre de Guernes de Pont-Sainte-Maxence et Raoul de Houdenc.
- (pcd) Acoute min tiot, 18 nouvelles en picard de l'Oise, bilingue picard/français, Beauvais, Awen, 2006, 2008, 126 p., 2e édition annotée par Claude Seignolle, Pierre Garnier, et Ivar Ch'Vavar qui qualifie ce livre de « vraiment inventif, important pour la défense du picard et, surtout, d'une grande qualité humaine »  (ISBN 2-909030-02-4).
- (pcd) Lady Godiva pi eutes héroènes, 20 nouvelles (ou récits) en picard de l'Oise, bilingue picard/français, préface de Pierre Garnier qui écrit notamment : « François Beauvy [...] nous dit les femmes rebelles et fortes qui ont voulu se libérer - il nous dit aussi la paix et la lumière et la chaleur des bêtes ». Beauvais, éd. Awen, 2009, 151 p.  (ISBN 2-909030-03-2).
- Vlo chés leups ! Histoire des loups en Picardie, essai naturaliste, Cuise-la-Motte, éd. du Trotteur ailé, 2009, réimpression en 2010, 181 p.  (ISBN 978-2-917778-13-5). Quelques mots de l'éditeur : « Une impressionnante quantité d'informations inédites, mises en valeur par une écriture fluide et précise, non dénuée d'humour ». Pierre Garnier en dit : « C'est passionnant par l'histoire même et par ce style où elle nous est contée » (28 août 2010).
- Le Veilleur du mont Saint-Mard et autres arbres remarquables de la forêt de Compiègne, essai guide naturaliste, Cuise-la-Motte, éd. du Trotteur ailé, 2010, 48 p., 50 photos couleurs, avec un lexique forestier et une liste des toponymes picards de la forêt de Compiègne  (ISBN 978-2-917778-18-0). L'éditeur invite le lecteur « à partager l'âme, la poésie et les murmures de la forêt ».
- À l'ombre de Jules Ferry, roman d'écoliers beauvaisiens de l'après-guerre, Cuise-la-Motte, éd. du Trotteur ailé, 2014, 160 p.  (ISBN 9 782917 778227). Quelques mots de l'éditeur : « Tendresse, humour, ironie, traversent ces pages. Un témoignage sur la France des années 1950, pas si lointaine et qui pourtant n'existe plus ».
- (pcd) Contes de ma mère l'Oise, Amiens, éd. de la librairie du Labyrinthe, juin 2015, 168 p., avec CD en picard, 30 photographies  (ISBN 9 782918 397113). Il s'agit de 25 contes bilingues picard/français issus de la tradition et écrits dans le propre style littéraire de l'auteur, à la manière des conteurs d'autrefois.
- Le Siècle de Pierrefonds, 1832-1914, essai historique et sociologique, Cuise-la-Motte, éd. du Trotteur ailé, décembre 2015, 160 p., illustré  (ISBN 9 782917 778234). Comprend 2 parties : 1) L'histoire extraordinaire d'un village de la forêt de Compiègne, 2) La renaissance d'un château.
- La Littérature picarde du Beauvaisis et du Compiégnois, XIIe -XXIe siècle, essai littéraire, Amiens, Agence régionale de la langue picarde, 2019, 157 p.  (ISBN 978-2-9568821-1-4).
- Histoires en forêts de Picardie, 16 récits, Amiens, éd. de la librairie du Labyrinthe, 2020, 135 p., 22 photographies de Philippe Leleux  (ISBN 9 782918 397274). "François Beauvy nous offre une langue aussi claire et précise que les sous-bois peuvent être sombres [...]. Passionnant !"  Gwenaëlle Abolivier, La revue Eulalie, no 32 - décembre 2020.

### Livres en collaboration
- Grammaire picard-brayonne de Philéas Lebesgue, ouvrage posthume mis en ordre et présenté par René Debrie et François Beauvy , Amiens, Centre d'études picardes de l'Université de Picardie, 1984, 63 p.
- Regards sur la Bretagne, Cherbourg, éd. Isoète, 1989, p. 167-168  (ISBN 2-905-385-21-9).
- Source picarde - Hommage à René Debrie, Amiens, Centre d'études picardes, 1992, p. 187-194.
- Dictionnaire des régionalismes de France de Pierre Rézeau, Bruxelles, éd. Duculot, (Responsable de l'enquête linguistique pour l'Oise), 2001, p. 1122, 2e colonne (ISBN 2-8011-1282-8)
- Maisons et lieux d'écrivains en Picardie - Guide de découverte, Amiens, CR2L, 2014, p. 46-49.
- Dictionnaire de biographie française, Paris, éd. Letouzey et Ané (collaboration depuis le tome XX, fascicule 115, 2003). Rédacteur des notices de Philéas Lebesgue, Roger Lecotté, Paul Le Cour, René Maran).
- La Boutonnière de Bray, Gournay (76), éd. du Pays de Bray, 2011-2015, 3 tomes  (ISBN 9782953988208, 9782953988215 et 9782953988222).
- (pcd) L'Almanach du Picard, 2005-2013, et 2016, Romorantin, Communication-Presse-Édition.
- Calvaires du Beauvaisis - Découverte d'un patrimoine de l'Oise, Beauvais, publié par l'Association pour la connaissance et la conservation des calvaires et des croix du Beauvaisis, p. 17-31 "La symbolique", 2016  (ISBN 978-2-9557463-0-1).
- Virvourandes, par ech Cercieu picard ed l'Oèse (collectif), Amiens, éd. Agence régionale de la langue picarde, 2018, 71 p., p. 5, 14-15, 32-35, 52-53.  (ISBN 978-2-9544516-8-8).
- Chés quate saisons, par ech Cercieu picard ed l'Oèse (collectif), Amiens, éd. Agence régionale de la langue picarde, 2019, 135 p., p. 8-11, 42-45, 78-81, 110-113.  (ISBN 978-2-9568821-0-7).